# Tjesnac Dmitrija Lapteva
Tjesnac Dmitrija Lapteva (Laptevski tjesnac, rus. Пролив Дмитрия Лаптева; jakutski: Миитэрэй Лаптев силбэһиитэ) je 60 km širok tjesnac u Rusiji. Odvaja otok Boljšoj Ljahovski iz grupe Ljahovskih otoka od kopna (rt Svjatoj Nos) i povezuje Laptevsko more na zapadu s Istočnosibirskim morem na istoku. Ime je dobio po ruskom istraživaču Dmitriju Laptevu.